# Lepidochitona gothica
Lepidochitona gothica är en blötdjursart som först beskrevs av Carpenter 1864.  Lepidochitona gothica ingår i släktet Lepidochitona och familjen Ischnochitonidae. Inga underarter finns listade i Catalogue of Life.